# Лівезь (Харгіта)
Лівезь, Лівезі (рум. Livezi) — село у повіті Харгіта в Румунії. Входить до складу комуни Міхейлень.
Село розташоване на відстані 232 км на північ від Бухареста, 17 км на північ від М'єркуря-Чука, 97 км на північ від Брашова.

## Населення
За даними перепису населення 2002 року у селі проживали 554 особи.
Національний склад населення села:
| Національність | Кількість осіб | Відсоток |
| -------------- | -------------- | -------- |
| румуни         | 521            | 94,0%    |
| угорці         | 33             | 6,0%     |

Рідною мовою назвали:
| Мова      | Кількість осіб | Відсоток |
| --------- | -------------- | -------- |
| румунська | 521            | 94,0%    |
| угорська  | 33             | 6,0%     |